# Horë-Vranisht
Horë-Vranisht – miejscowość w południowo-zachodniej części Albanii, w okręgu Wlora. 

## Demografia
W 2001 zaludnienie wynosiło 3591 mieszkańców. Ponad 20 lat później (2023) ich liczba spadła niemal o ½, do poziomu 1849 osób.